# Hymenophyllum humboldtianum
Hymenophyllum humboldtianum är en hinnbräkenväxtart som beskrevs av Fourn. Hymenophyllum humboldtianum ingår i släktet Hymenophyllum och familjen Hymenophyllaceae. Inga underarter finns listade.